# خشونت جناحی در لیبی (۲۰۱۴–۲۰۱۱)
با پایان یافتن جنگ داخلی لیبی در سال ۲۰۱۱ که منجر به سرنگونی حکومت معمر قذافی در اکتبر ۲۰۱۱ میلادی شد، سپس کشور لیبی دچار سلسله‌ای از خشونت‌ها، ترورها و درگیری‌های گوناگون در میان گروه‌های مختلف شبه نظامی و نیروهای امنیتی و نظامی دولت جدید شد. این خشونت‌ها بالا گرفت و منجر به جنگ داخلی کنونی این کشور شده‌است.
شبه نظامیان شامل چریک‌ها، اسلامگرایان، و شبه نظامیانی هستند که علیه حکومت قذافی جنگیدند ولی سپس از تحویل دادن سلاح‌های خود پس از سرنگونی حکومت معمر قذافی، خودداری کردند. به گفته برخی از رهبران غیرنظامی، هدف این شبه نظامیان از به تعویق انداختن تحویل سلاح‌های خود، این بود که شبه نظامیان قصد داشتند تا یک نقش پیوستهٔ سیاسی را به عنوان «پاسداران انقلاب» ایفا کنند. برخی از بزرگترین و مجهزترین گروه‌های شبه نظامی مرتبط با گروه‌های اسلامگرا نیز به تدریج به تشکیل احزاب سیاسی مشغول شدند. پیش از پایان رسمی دشمنی‌ها بین نیروهای وفادار و اپوزیسیون، گزارش‌هایی از ستیزهای پراکنده بین گروه‌های شبه نظامی رقیب و کشتارهای انتقامی پارتیزانی وجود داشت.
در سپتامبر ۲۰۱۲، اسلامگرایان به ساختمان کنسولگری ایالات متحده آمریکا در بنغازی حمله کردند و سفیر آمریکا و سه نفر دیگر را کشتند. این حادثه منجر به یک اعتراض مردمی علیه گروه‌های شبه نظامی و شبه قانونی شد که هنوز فعالیت می‌کردند. در پی این رویدادها معترضین به پایگاه‌های متعدد شبه نظامیان اسلامگرا حمله کردند.